# WSK Super Master Series
La WSK Super Master Series es una competición europea de carreras de karting organizada por la WSK. Su temporada inaugural tuvo lugar en 2010. Hoy, la serie tiene cuatro categorías de karting: KZ2, OK, OKJ y 60 Mini. Los campeones más notables de este campeonato han sido los pilotos de Fórmula 1 Antonio Giovinazzi, Max Verstappen y Andrea Kimi Antonelli.

## Campeones

### Campeones de KZ1
| Temporada | Campeón        | Segundo Lugar   | Tercer Lugar     | Clase |
| --------- | -------------- | --------------- | ---------------- | ----- |
| 2011      | Paolo De Conto | Marco Ardigò    | Beitske Visser   | KZ1   |
| 2012      | Marco Ardigò   | Jorrit Pex      | Arnaud Kozlinski | KZ1   |
| 2016      | Marco Ardigò   | Anthony Abbasse | Jérémy Iglesias  | KZ1   |

### Campeones de KZ2
| Temporada | Campeón            | Segundo Lugar                  | Tercer Lugar       | Clase |
| --------- | ------------------ | ------------------------------ | ------------------ | ----- |
| 2010      | Beitske Visser     | Marco Zanchetta                | Simone Brenna      | KZ2   |
| 2011      | Marco Zanchetta    | Alfredo Daniele Delli Compagni | Kristijan Habulin  | KZ2   |
| 2012      | Jordon Lennox-Lamb | Jan Midrla                     | Francesco Celenta  | KZ2   |
| 2013      | Max Verstappen     | Ben Hanley                     | Riccardo Negro     | KZ2   |
| 2014      | Marco Ardigò       | Bas Lammers                    | Jonathan Thonon    | KZ2   |
| 2015      | Marco Ardigò       | Simo Puhakka                   | Anthony Abbasse    | KZ2   |
| 2016      | Leonardo Lorandi   | Giacomo Pollini                | Alessandro Irlando | KZ2   |
| 2017      | Bas Lammers        | Patrik Hajek                   | Anthony Abbasse    | KZ2   |
| 2018      | Marco Ardigò       | Alessandro Irlando             | Paolo De Conto     | KZ2   |
| 2019      | Bas Lammers        | Adrien Renaudin                | Marco Ardigò       | KZ2   |
| 2020      | Simo Puhakka       | Giuseppe Palomba               | Fabian Federer     | KZ2   |
| 2021      | Marijn Kremers     | Juho Valtanen                  | Viktor Gustafsson  | KZ2   |
| 2022      | Senna Van Walstijn | Matteo Vigano                  | Pedro Hiltbrand    | KZ2   |

### Campeones de la clase KF2/clase KF/clase OK
| Temporada | Campeón              | Segundo Lugar         | Tercer Lugar         | Clase |
| --------- | -------------------- | --------------------- | -------------------- | ----- |
| 2010      | Antonio Giovinazzi   | Jordan King           | Chris Lock           | KZ2   |
| 2011      | Antonio Giovinazzi   | Stefano Cucco         | Egor Orudzhev        | KZ2   |
| 2012      | Max Verstappen       | Felice Tiene          | Tom Joyner           | KZ2   |
| 2013      | Dorian Boccolacci    | Ben Barnicoat         | Karol Basz           | KF    |
| 2014      | Callum Ilott         | Alessio Lorandi       | Karol Basz           | KF    |
| 2015      | Nicklas Nielsen      | Karol Basz            | Felice Tiene         | KF    |
| 2016      | Lorenzo Travisanutto | Karol Basz            | Pedro Hiltbrand      | OK    |
| 2017      | Clément Novalak      | Karol Basz            | Ulysse de Pauw       | OK    |
| 2018      | Hannes Janker        | Nicklas Nielsen       | Jonny Edgar          | OK    |
| 2019      | Dexter Patterson     | Taylor Barnard        | Lorenzo Travisanutto | OK    |
| 2020      | Nikita Bedrin        | Andrea Kimi Antonelli | Pedro Hiltbrand      | OK    |
| 2021      | Rafael Câmara        | Andrea Kimi Antonelli | Arvid Lindblad       | OK    |
| 2022      | Joe Turney           | Kean Nakamura-Berta   | Freddie Slater       | OK    |

### Campeones de la KF3/KF Junior/OK Junior
| Temporada | Campeón               | Segundo Lugar     | Tercer Lugar          | Clase |
| --------- | --------------------- | ----------------- | --------------------- | ----- |
| 2010      | Nicklas Nielsen       | Robert Vișoiu     | Giuliano Maria Niceta | KZ3   |
| 2011      | Antonio Fuoco         | Robin Hansson     | Nicolai Sylvest       | KZ3   |
| 2012      | Callum Ilott          | Alessio Lorandi   | George Russell        | KZ3   |
| 2013      | Alessio Lorandi       | Lando Norris      | Nikita Sitnikov       | KFJ   |
| 2014      | Enaam Ahmed           | Dan Ticktum       | Leonardo Lorandi      | KFJ   |
| 2015      | Clément Novalak       | Logan Sargeant    | Ulysse de Pauw        | KFJ   |
| 2016      | Sami Taoufik          | Noah Watt         | Ulysse de Pauw        | OKJ   |
| 2017      | Andrea Rosso          | Mattia Michelotto | Harry Thompson        | OKJ   |
| 2018      | Gabriele Minì         | Gabriel Bortoleto | Paul Aron             | OKJ   |
| 2019      | Andrea Kimi Antonelli | Artem Severiukhin | Jamie Day             | OKJ   |
| 2020      | Arvid Lindblad        | Karol Pasiewicz   | Brando Badoer         | OKJ   |
| 2021      | Rashid Al Dhaheri     | Matheus Ferreira  | Alex Powell           | OKJ   |
| 2022      | Oleksandr Bondarev    | Kirill Dzitiev    | Dmitry Matveev        | OKJ   |

### Campeones de 60 Mini
| Temporada | Campeón                | Segundo Lugar        | Tercer Lugar          | Clase   |
| --------- | ---------------------- | -------------------- | --------------------- | ------- |
| 2010      | Dionisios Marcu        | Lorenzo Travisanutto |                       | 60 Mini |
| 2011      | Dionisios Marcu        | Gjergj Haxhiu        |                       | 60 Mini |
| 2012      | Leonardo Lorandi       | Pietro Mazzola       | Eliseo Martinez       | 60 Mini |
| 2013      | Eliseo Martinez        | Leonardo Marseglia   | Kush Maini            | 60 Mini |
| 2014      | Nicola Abrusci         | Muizzuddin Gafar     | Makar Mizevych        | 60 Mini |
| 2015      | Dennis Hauger          | Mattia Muller        | Leonardo Marseglia    | 60 Mini |
| 2016      | Michael Barbaro Paparo | Francesco Pizzi      | Gabriele Minì         | 60 Mini |
| 2017      | Gabriele Minì          | Nikita Bedrin        | Andrea Kimi Antonelli | 60 Mini |
| 2018      | Martinius Stenshorne   | Tymoteusz Kucharczyk | Andrea Kimi Antonelli | 60 Mini |
| 2019      | Rashid Al Dhaheri      | Ean Eyckmans         | Alex Powell           | 60 Mini |
| 2020      | Dmitry Matveev         | Kean Nakamura-Berta  | Maciej Gladysz        | 60 Mini |
| 2021      | René Lammers           | Emanuele Olivieri    | Christian Costoya     | 60 Mini |
| 2022      | Jindrich Pesl          | Christian Costoya    | Dries van Langendonck | 60 Mini |